# Perfect World (manga)
Perfect World (パーフェクトワールド?, Pāfekuto Wārudo) è un manga josei scritto e disegnato da Rie Aruga, inizialmente serializzato da marzo 2014 sulla rivista KISS della casa editrice Kōdansha, per poi essere pubblicato in volumi dalla stessa a partire dal febbraio 2015. L'edizione italiana è edita dalla Star Comics, che ne ha pubblicato il primo volume nell'aprile 2019.
Dal manga sono stati tratti il film live action Perfect World - Kimi to iru kiseki (パーフェクトワールド 君といる奇跡?, Pāfekuto Wārudo - Kimi to iru kiseki, lett. "Perfect World - Un miracolo con te"), distribuito nelle sale giapponesi il 5 ottobre 2018, e il dorama Perfect World drama (パーフェクトワールド?, Pāfekuto Wārudo dorama), trasmesso dall'aprile al giugno 2019.

## Trama
Tsugumi Kawana e Itsuki Ayukawa sono due vecchi compagni di liceo. Quando per una coincidenza si rincontrano dopo molto tempo, Tsugumi non può però fare a meno di notare che il suo amore giovanile ora si trova in sedia a rotelle. Nonostante le numerose difficoltà che incontra, Tsugumi non si perde d’animo e cerca di stare al fianco di Itsuki.

## Media

### Manga
Il manga, edito in Giappone dalla casa editrice Kōdansha e in Italia dalla Star Comics, nel 2019 ha vinto il 43º premio Kodansha per i manga nella categoria shōjo. Nell'undicesimo volume è stato reso noto che il manga sarebbe terminato con il dodicesimo volume, e la rivista KISS a fine ottobre 2020 ha annunciato che mancavano solo 3 capitoli alla fine dell'opera. Il manga è poi terminato in Giappone il 25 gennaio 2021 con la pubblicazione dell'ultimo capitolo, mentre in Italia è terminata il 22 settembre 2021.
| Nº | Data di prima pubblicazione | Data di prima pubblicazione | Data di prima pubblicazione | Data di prima pubblicazione |
| Nº | Giapponese                  | Giapponese                  | Italiano                    | Italiano                    |
| -- | --------------------------- | --------------------------- | --------------------------- | --------------------------- |
| 1  | 13 febbraio 2015            | ISBN 978-4-06-340948-2      | 24 aprile 2019              | ISBN 978-88-226-1282-3      |
| 2  | 12 agosto 2015              | ISBN 978-4-06-340962-8      | 26 giugno 2019              | ISBN 978-88-226-1306-6      |
| 3  | 11 marzo 2016               | ISBN 978-4-06-340980-2      | 28 agosto 2019              | ISBN 978-88-226-1494-0      |
| 4  | 13 settembre 2016           | ISBN 978-4-06-340995-6      | 23 ottobre 2019             | ISBN 978-88-226-1555-8      |
| 5  | 13 marzo 2017               | ISBN 978-4-06-398014-1      | 29 gennaio 2020             | ISBN 978-88-226-1715-6      |
| 6  | 13 settembre 2017           | ISBN 978-4-06-398032-5      | 27 maggio 2020              | ISBN 978-88-226-1785-9      |
| 7  | 13 aprile 2018              | ISBN 978-4-06-511136-9      | 29 luglio 2020              | ISBN 978-88-226-1901-3      |
| 8  | 13 settembre 2018           | ISBN 978-4-06-513184-8      | 23 settembre 2020           | ISBN 978-88-226-1944-0      |
| 9  | 13 marzo 2019               | ISBN 978-4-06-514897-6      | 25 novembre 2020            | ISBN 978-88-226-2014-9      |
| 10 | 13 novembre 2019            | ISBN 978-4-06-517686-3      | 23 dicembre 2020            | ISBN 978-88-226-2079-8      |
| 11 | 12 agosto 2020              | ISBN 978-4-06-520542-6      | 24 marzo 2021               | ISBN 978-88-226-2176-4      |
| 12 | 12 marzo 2021               | ISBN 978-4-06-522785-5      | 22 settembre 2021           | ISBN 978-88-226-2572-4      |